# Cuthona fidenciae
Cuthona fidenciae is een slakkensoort uit de familie van de Cuthonidae. De wetenschappelijke naam van de soort is voor het eerst geldig gepubliceerd in 1999 door Ortea, Moro & Espinosa.